# Poecilasthena polycymaria
Poecilasthena polycymaria là một loài bướm đêm trong họ Geometridae.